# حكاية الأمير الملعون
 حكاية الأمير الملعون  هي قصة مصرية قديمة مكتوبة بالهيراطيقية ترجع لعصر الأسرة الثامنة عشر، وجد جزءً منها على الصفحة اليسرى من «بردية هاريس 500»، المحفوظة الآن في المتحف البريطاني. خاتمة القصة مفقودة ن نظرًا لأحتراق جزء من البردية. يتكهن بعض الباحثين أنها تنتهي نهاية سعيدة، لذا فهم يرون أنه اسم «حكاية الأمير الذي كان مهددًا من قبل الأقدار الثلاثة» أو ما شابه ذلك سيكون أكثر بلاغة. هناك عشرات الترجمات لهذه القصة من قبل مجموعة كبيرة من العلماء، إلا أن ترجمتي «ميريام ليختهايم» و«وليام كيلي سمبسون»، هما الأكثر قبولاً.

## القصة
تدور القصة حول حزن ملك مصر الشديد، لأنه لم يرزق بولد. لذا، صلى للآلهة، وفي تلك الليلة حملت زوجته. وعند ولادة ابنه، أنبأته الآلهة بأن ابنه سيموت إما عن طريق ثعبان أو تمساح أو كلب. خاف الملك على ولده، وبني له قصرًا معزولاً في الجبال، ليبقيه بعيدًا عن الخطر. رأى الأمير من قصره رجل معه كلب، فطلب كلبًا من والده. أعطى الملك كلبًا للأمير، حتى يكون سعيدًا.
عندما كبر الأمير، قرر مواجهة قدره، وسافر إلى بلاد النهرين. هناك وجد مجموعة من الشباب يتنافسون على قلب الأميرة. نجح الأمير في الفوز بقلب الأميرة بالقفز إلى نافذة غرفتها حيث الأميرة حبيسة. لم يخبر الأمير ملك تلك البلاد بحقيقته، لكنه قال أنه ابن جندي، وأنه إضطر إلى مغادرة دياره بسبب زوجة أبيه. في النهاية، وافق الملك على زواج الأمير من ابنته، بعد أن رأى قدرات الشاب.
بعد الزواج من الأميرة، أخبرها عن اللعنات الثلاثة، وعن حقيقته. حثته الأميرة على قتل الكلب، لكن الأمير لم يستطيع قتل الكلب الذي ربّاه منذ كان جروًا. سهرت زوجته يسهر عليه بأخلاص، ومنعت ثعبانًا من عض الأمير أثناء نومه. وهكذا، هزمت واحدة من لعناته. بعد مرور بعض الوقت، ذهب الأمير في نزهة مع كلبه. تحدث إليه الكلب، وقال أنه سيقتل الأمير. فر الأمير من الكلب نحو البحيرة، حيث حوصر من قبل تمساح. لم يقتله التمساح، ولكنه طلب مساعدته في حربه ضد أحد الشياطين 
 وهنا كانت نهاية البردية.

## وصلات خارجية
- a translation of the complete German text by Alfred Wiedemann, The Doomed Prince
- a photograph of the papyrus containing the tale of The Doomed Prince
- website containing information about The Doomed Prince
- website through the University of Munchen providing more information